# أليكسي تشادوف
أليكسي تشادوف (مواليد 2 سبتمبر 1981) هو ممثل روسي بدأ مسيرته الفنية عام 2002 وأشتهر لدوره في فيلم الفصيلة التاسعة.

## روابط خارجية
- أليكسي تشادوف على موقع IMDb (الإنجليزية)
- أليكسي تشادوف على موقع ألو سيني (الفرنسية)
- أليكسي تشادوف على موقع قاعدة بيانات الفيلم (الإنجليزية)
- أليكسي تشادوف على موقع كينوبويسك (الروسية)